# Филиппины на летних Олимпийских играх 1988
Филиппины принимали участие в Летних Олимпийских играх 1988 года в Сеуле (Корея) в четырнадцатый раз за свою историю, и завоевали одну бронзовую медаль. Сборную страны представлял 31 спортсмен, в том числе 5 женщин.

## 03!Бронза
- Бокс, мужчины — Леопольдо Серантес.

## Результаты соревнований

### Академическая гребля
В следующий раунд из каждого заезда проходили несколько лучших экипажей (в зависимости от дисциплины). В финал A выходили 6 сильнейших экипажей, ещё 6 экипажей, выбывших в полуфинале, распределяли места в малом финале B.
Мужчины
| Соревнование | Спортсмены      | Предварительный заезд | Предварительный заезд | Предварительный заезд | Отборочный заезд | Отборочный заезд | Отборочный заезд | Полуфинал            | Полуфинал            | Полуфинал            | Финал                | Финал                | Итоговое место       |                      |
| Соревнование | Спортсмены      | Заезд                 | Время                 | Место                 | Заезд            | Время            | Место            | Заезд                | Время                | Место                | Время                | Место                | Итоговое место       |                      |
| ------------ | --------------- | --------------------- | --------------------- | --------------------- | ---------------- | ---------------- | ---------------- | -------------------- | -------------------- | -------------------- | -------------------- | -------------------- | -------------------- | -------------------- |
| одиночки     | Эдгардо Маэрина | 2                     | 8:54,90               | 6                     | 3                | 8:27,02          | 5                | завершил выступление | завершил выступление | завершил выступление | завершил выступление | завершил выступление | завершил выступление | завершил выступление |